# Masamichi Noro

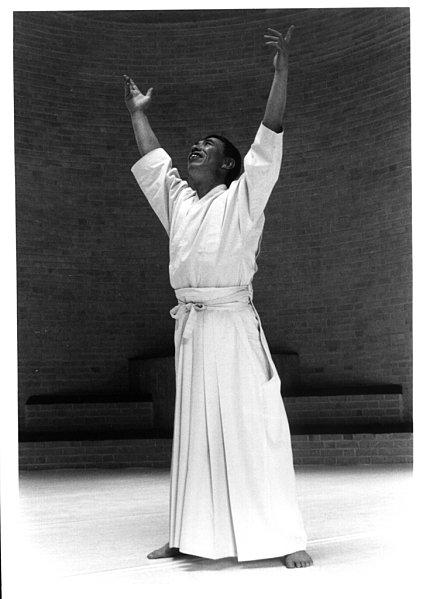
Masamichi Noro

Masamichi Noro (japanisch 野呂 昌道 Noro Masamichi; * 21. Januar 1935 in Tokio; † 15. März 2013) war der Begründer des Kinomichi. Zuvor war er ein hochrangiger japanischer Aikidō-Lehrer in Frankreich.

## Leben
Noro trat 1955 als Uchi-Deshi in den Aikikai Honbu Dōjō in Tokio ein. Zeitgleich begannen dort auch Yasuo Kobayashi und Katsuaki Asai mit dem Aikidō. Sechs Jahre lang lebte er tagaus tagein an der Seite von Morihei Ueshiba, dem Begründer des Aikido, der ihn 1961 als offiziellen Delegierten des Honbu Dojo für Europa nach Frankreich entsandte, um Aikido weiter zu verbreiten. Mit damals 26 Jahren war er der bis dahin jüngste Shihan (Lehrer der Lehrer). Im Zuge seiner Reise- und Lehrtätigkeit von Europa bis nach Nordafrika entstehen in den folgenden Jahren über 200 neue Aikido-Dojos.
1966 erleidet er einen schweren Autounfall. Im Zuge seiner Rehabilitation macht er Bekanntschaft mit westlichen Methoden der Körperarbeit wie der Feldenkrais-Methode und der Eutonie. Er begegnet Lily Ehrenfried und Karlfried Graf Dürckheim, den er als seinen westlichen spirituellen Vater bezeichnet. Um die Grundideen des Aikido zu verwirklichen, erscheint es ihm notwendig, auch die Bewegungstechniken selbst zu verändern. Er integriert nach und nach viele Elemente dieser Methoden vor allem in seine vorbereitenden Übungen und entwickelt sukzessive eine ganz eigene Synthese, die er 1979 unter dem Namen Kinomichi erstmals einer größeren Öffentlichkeit vorstellt und anfänglich sogar als eine „Anti-Kampfkunst“ bezeichnet. Er zieht sich aus dem Honbu-Dojo zurück und unterrichtet fortan seine „Methode Noro Kinomichi“ (Weg der Energie) in Paris. Ab dem Jahre 2000 vollzieht er wieder eine gewisse Annäherung zum Aikido. Das Kinomichi wird 2001 Mitglied in einem großen französischen Aikidoverband (FFAAA) und seit 2018 dort auch als eine eigenständige Disziplin anerkannt.
In seinen letzten Lebensjahren machen sich die Folgen seines Unfalls immer mehr bemerkbar, so dass er selbst nur noch sehr eingeschränkt unterrichten kann.
Er war mehr als ein großer Lehrmeister seiner Kunst, er war ein großer Künstler. Wie alle großen Künstler hatte er die Fähigkeit, voll und ganz im Augenblick zu leben, ganz er selbst zu sein. Dabei wurde er nicht müde zu betonen, dass er nur ein einfacher Mensch sei, mit allen Widersprüchen menschlichen Daseins.
Masamichi Noro hat im Laufe seiner 50-jährigen Tätigkeit eine unschätzbare Zahl von Schülern auf der ganzen Welt beeinflusst und geformt. Viele haben ihn nur über kurze Zeiträume erlebt und waren dennoch tief beeinflusst durch ihn, andere waren 50 Jahre an seiner Seite. Über die Jahre hat er über 100 Lehrer ausgebildet, die in der KIIA (Kinomichi International Association) organisiert sind.
„So bin ich ein Künstler, der künftige Künstler formt. Meine Materialien sind Bewegung, Energie und Atem. Mein Ziel .... die Öffnung zum Mitmenschen und zum Universum … Mein Ankerpunkt: der Atem der Ewigkeit und der Stille …“

## Stil
Kinomichi verbindet östliche und westliche Bewegungsansätze miteinander. Es bedient sich dabei des gesamten Bewegungsrepertoires des Aikido. Dabei werden die Bewegungen aber besonders in den Grundstufen stark verlangsamt und wie unter einem Mikroskop vergrößert, um gleich zu Beginn alle Arten übermäßiger Anspannung zu verhindern und ein freies, weiches Fließen der Bewegungen zu ermöglichen. Größten Wert wird auf einen guten Kontakt zu den Partnern gelegt, miteinander statt gegeneinander ist oberste Devise. Kinomichi ist wie Aikidō nicht leistungsorientiert. Dennoch gibt seit kurzem wieder Dan-Graduierungen.